# Оливейра дос Сантос, Линкольн Энрике
Линкольн Энрике Оливейра дос Сантос (порт. Lincoln Henrique Oliveira dos Santos; родился 7 ноября 1998 года, в Порту-Алегри), более известный как Линкольн — бразильский футболист, полузащитник футбольного клуба «Фенербахче», на правах аренды выступающий за «Халл Сити».

## Клубная карьера
Линкольн является воспитанником системы клуба «Гремио». Он дебютировал за свой родной клуб 10 мая 2015 года в матче первого тура бразильского первенства против «Понте-Преты». Всего за три года Линкольн провёл за «Гремио» 58 матчей в чемпионатах Бразилии и штата, в которых забил три гола. В 2017 году сыграл два матча в розыгрыше Кубка Либертадорес, после чего перешёл в турецкий «Ризеспор». Бывшие партнёры Линкольна 28 ноября выиграли Кубок Либертадорес.

## Международная карьера
Линкольн выступал за Бразилию на юношеском уровне, принимал участие на финальном этапе юношеского чемпионата Южной Америки 2015, где ему удалось забить два гола, а его сборная выиграла этот турнир.

## Достижения
- Обладатель Кубка Бразилии: 2016
- Обладатель Кубка Либертадорес: 2017 (постфактум)
- Победитель юношеского чемпионата Южной Америки: 2015

## Статистика выступлений
| Выступление      | Выступление      | Выступление      | Лига | Лига | Кубок страны | Кубок страны | Международные | Международные | Другие | Другие | Итого | Итого |
| Клуб             | Лига             | Сезон            | Игры | Голы | Игры         | Голы         | Игры          | Голы          | Игры   | Голы   | Игры  | Голы  |
| ---------------- | ---------------- | ---------------- | ---- | ---- | ------------ | ------------ | ------------- | ------------- | ------ | ------ | ----- | ----- |
| Гремио           | Серия A          | 2015             | 2    | 0    | 1            | 1            | 0             | 0             | 8      | 0      | 11    | 1     |
| Гремио           | Итого            | Итого            | 2    | 0    | 1            | 1            | 0             | 0             | 8      | 0      | 11    | 1     |
| Всего за карьеру | Всего за карьеру | Всего за карьеру | 2    | 0    | 1            | 1            | 0             | 0             | 8      | 0      | 11    | 1     |